# Kristine Frøseth
Kristine Frøseth, née le 21 septembre 1995 à Summit dans le New Jersey aux États-Unis, est une actrice et mannequin américano-norvégienne.
En 2018, l'actrice se fait connaître du grand public, grâce à son rôle de Nola Kellergan dans la mini-série télévisée policière La Vérité sur l'affaire Harry Quebert ainsi que dans le film original Netflix, Sierra Burgess Is a Loser dans le rôle de Veronica.

## Biographie

### Enfance et débuts dans le mannequinat
Kristine Frøseth naît à Summit dans le New Jersey aux États-Unis, le 21 septembre 1995, de parents norvégiens. Durant son enfance, elle voyage de nombreuses fois entre le New Jersey et Oslo en Norvège, en raison du travail de son père.
Vers l'âge de seize ans, elle est contactée et signe un contrat avec l'agence de mannequinat IMG Models. Elle posera notamment pour les marques Armani, Miu Miu, Juicy Couture et H&M. Par la suite, elle sera contactée par de nombreuses agences à travers le monde, comme Supreme Management à Paris, Women Management Milan à Milan ou encore Heartbreak Management à Copenhague.

### Depuis 2016: Révélation et premier pas au cinéma
Elle commence sa carrière d'actrice, après qu'un directeur de casting l'encourage à passer une audition pour l'adaptation cinématographique du roman de John Green, Qui es-tu Alaska ? mais qui est par la suite annulée.
En 2016, elle apparait dans le clip vidéo du chanteur canadien The Weeknd, False Alarm. Elle interprète le rôle d'une jeune fille kidnappée.
En 2017, elle interprète son premier rôle au cinéma dans le film Rebel in the Rye : Aux origines de l'Attrape-cœurs de Danny Strong. Elle joue également la même année dans un épisode de la série télévisée Let the Right One In.
En mai 2017, elle est annoncée au casting du film romantique, Sierra Burgess Is a Loser. Le film sort 7 septembre 2018 sur la plateforme Netflix. Son rôle de Veronica, une cheerleader populaire, la fera connaître au grand public. Un mois après, sort le film Le Bon Apôtre sur Netflix,.
En août 2017, elle rejoint la série télévisée La Vérité sur l'affaire Harry Quebert. La série est diffusée en France sur TF1, le 21 novembre 2018.
Le 30 octobre 2018, il est annoncé qu'elle interprétera le rôle Alaska Young dans une première adaptation du roman à succès Qui es-tu Alaska ?,, au côté de Charlie Plummer.
En 2023, elle tient le rôle principal de la série télévisée britannique The Buccaneers.

### Vie privée
Elle a été en couple avec son partenaire dans la série The Buccaneers, Guy Remmers, de 2022 à 2025.

## Filmographie

### Cinéma

#### Longs métrages
- 2017 : Rebel in the Rye : Aux origines de l'Attrape-cœurs (Rebel in the Rye) de Danny Strong : Shirley Blaney
- 2018 : Sierra Burgess Is a Loser de Ian Samuels : Veronica
- 2018 : Le Bon Apôtre (Apostle) de Gareth Evans : Ffion
- 2018 : Prey de Franck Khalfoun : Madelaine
- 2018 : Low Tide de Kevin McMullin : Mary
- 2019 : The Assistant de Kitty Green
- 2021 : Birds of Paradise de Sarah Adina Smith : Marine Elise Durand
- 2022 : Sharp Stick de Lena Dunham
- 2022 : Sabotage de Daniel Goldhaber
- 2024 : Oh, Canada de Paul Schrader : Alicia Fife
- 2024 : Desert Road de Shannon Triplett : Clare Devoir
- 2026 : Her Private Hell de Nicolas Winding Refn

#### Courts métrages
- 2016 : Unfounded de Ian Barling : Audrey
- 2017 : Pretty Is de Alan Scott Neal : Honey

### Télévision

#### Séries télévisées
- 2016 : Junior : Jess (9 épisodes)
- 2017 : Let the Right One In : Eli (1 épisode)
- 2018 : La Vérité sur l'affaire Harry Quebert (The Truth About the Harry Quebert Affair) : Nola Kellergan
- 2019 : The Society : Kelly
- 2019 : Looking for Alaska : Alaska Young
- 2021 : The First Lady : Betty Ford jeune
- 2022 : American Horror Stories : Coby Dellum (saison 2, épisode 1)
- 2023 : The Buccaneers : Nan St. George

### Clips
- 2016 : False Alarm de The Weeknd
- 2016 : Killing Me To Love You de Vancouver Sleep Clinic

## Voix françaises
| - Barbara Probst dans (les séries télévisées) : - La Vérité sur l'affaire Harry Quebert - Looking for Alaska - American Horror Stories - Maryne Bertieaux dans : - Sierra Burgess Is a Loser - The Society (série télévisée) | et aussi - Helena Coppejans (Belgique) dans Le Bon Apôtre - Antonella Colapietro dans Oiseaux de paradis - Nastassja Girard dans The Buccaneers (série télévisée) |